# Steven Bell

a Compétitions nationales et continentales officielles uniquement.

Steven Bell est un ancien joueur de rugby à XIII australien. Après avoir commencé sa carrière au Melbourne Storm en 2001, il joue pendant deux avec les Manly Sea Eagles, avant de terminer sa carrière en 2010 en France, aux Dragons Catalans. Vainqueur de la National Rugby League en 2008 avec Manly, il est aussi sélectionné en 2006 et 2007 pour jouer le State of Origin avec le Queensland.

## Palmarès
- 2008 : Vainqueur de la National Rugby League avec les Manly Sea Eagles.
- 2007 : Finaliste de la National Rugby League avec les Manly Sea Eagles.
- 2007 : Vainqueur du State of Origin avec les Queensland Maroons.
- 2006 : Vainqueur du State of Origin avec les Queensland Maroons.

## Distinctions personnelles
- 2007 : Sélectionné à 3 reprises au State of Origin avec les Queensland Maroons.
- 2006 : Sélectionné à 2 reprises au State of Origin avec les Queensland Maroons.

## Carrière internationale
- State of Origin : 5 sélections.

## Statistiques en NRL
| Saison | Club             | Championnat | Matchs | Essais | Transf. | Drops | Carton jaune | Carton rouge | Points |
| ------ | ---------------- | ----------- | ------ | ------ | ------- | ----- | ------------ | ------------ | ------ |
| 2001   | Melbourne Storm  | NRL         | 20     | 11     | 0       | 0     | 0            | 0            | 44     |
| 2002   | Melbourne Storm  | NRL         | 15     | 10     | 0       | 0     | 0            | 0            | 40     |
| 2003   | Melbourne Storm  | NRL         | 22     | 10     | 0       | 0     | 0            | 0            | 40     |
| 2004   | Melbourne Storm  | NRL         | 24     | 18     | 0       | 0     | 0            | 0            | 72     |
| 2005   | Melbourne Storm  | NRL         | 26     | 14     | 0       | 0     | 0            | 0            | 56     |
| 2006   | Manly Sea Eagles | NRL         | 17     | 13     | 0       | 0     | 0            | 0            | 52     |
| 2007   | Manly Sea Eagles | NRL         | 24     | 7      | 0       | 0     | 0            | 0            | 28     |
| 2008   | Manly Sea Eagles | NRL         | 24     | 11     | 0       | 0     | 0            | 0            | 44     |
| TOTAL  | TOTAL            | TOTAL       | 172    | 94     | 0       | 0     | 0            | 0            | 376    |

## Statistiques en Super League
| Saison | Club             | Championnat  | Matchs | Essais | Transf. | Drops | Carton jaune | Carton rouge | Points |
| ------ | ---------------- | ------------ | ------ | ------ | ------- | ----- | ------------ | ------------ | ------ |
| 2009   | Dragons Catalans | Super League | 21     | 9      | 0       | 0     | 0            | 0            | 36     |
| 2010   | Dragons Catalans | Super League | -      | -      | -       | -     | -            | -            | -      |
| TOTAL  | TOTAL            | TOTAL        | 21     | 9      | 0       | 0     | 0            | 0            | 36     |